# Ca l'Ishanda
Ca l'Ishanda és una obra noucentista de Mollerussa (Pla d'Urgell) protegida com a Bé Cultural d'Interès Local.

## Descripció
Es tracta d'una casa entre mitgeres de característiques insòlites dins el país. Les parets són un compendi historicista amb un aplacat de mosaic, que es troba escampat per tot el poble, que es coïa precisament al forn soterrani d'aquesta casa.
Les divisions interiors es fan simètricament a partir d'una sala i gran escala centrals. Es conserva algun moble d'interès. Parets de pedres irregulars. Cuitades de 70cm. Hi ha bigues de fusta a l'interior i pilars, voltat exterior de ferro.

## Història
El primer propietari fou Domingo Cardenal, enginyer del canal.